# You Still Touch Me
You Still Touch Me è una canzone di Sting, estratta come secondo singolo dal suo quinto album solista, Mercury Falling del 1996. 
La canzone è fortemente ispirata alle atmosfere soul tipiche della musica del duo Sam & Dave. Sting l'ha descritta come "una tipica canzone di amore e smarrimento".
Il pezzo è stato presentato in diretta televisiva al Saturday Night Live assieme al singolo precedente Let Your Soul Be Your Pilot.
Il lato B del singolo, Lullaby for an Anxious Child, sarà reinterpretato da Sting per l'inserimento nell'album di musica tradizionale If on a Winter's Night... nel 2009.

## Tracce
CD
1. You Still Touch me (versione singolo) – 3:17
2. Lullaby for an Anxious Child – 2:50
3. Beneath A Desert Moon – 4:28
4. Sister Moon (Hani Commissioned Club Mix) – 7:54

Digipack
1. You Still Touch me (versione singolo) – 3:17
2. Lullaby for an Anxious Child – 2:50
3. Beneath A Desert Moon – 4:28
4. You Still Touch Me (versione album) – 3:46

Vinile
1. You Still Touch me – 3:46
2. Lullaby for an Anxious Child – 2:50
3. The Pirate's Bride – 5:04
4. Twenty Five To Midnight – 4:09

## Classifiche
| Classifica (1996)                | Posizione massima |
| -------------------------------- | ----------------- |
| Canada                           | 7                 |
| Regno Unito                      | 27                |
| Stati Uniti                      | 60                |
| Stati Uniti (adult contemporary) | 19                |
| Stati Uniti (adult top 40)       | 21                |